# Тадеуш Милевски
Тадѐуш Милѐвски (на полски: Tadeusz Milewski) полски езиковед, специалист по обща и индоевропейска лингвистика, професор в Ягелонския университет, член на Полската академия на знанията и Полската академия на науките, затворник в концентрационните лагери „Заксенхаузен“ и „Дахау“. Автор на около 250 публикации основно в областта на славистиката, балтистиката, иранистиката, хетитологията, както и на монументалния труд „Очерк по общо езикознание“ (на полски: Zarys językoznawstwa ogólnego).

## Трудове
- Dwie bulle wrocławskie z lat 1155 i 1245 (1927)
- Przyczynki do dziejów języka połabskiego (1929)
- Rozwój fonetyczny wygłosu prasłowiańskiego (1933)
- Zarys językoznawstwa ogólnego
  - част 1: Teoria językoznawstwa (1947)
  - част 2: Rozmieszczenie języków (1948)
  - част 3: Typologia (недовършена)
- Wstęp do językoznawstwa (1954)